# 69 до н. е.

## Події
- Битва при Тигранакерті

## Народились
- Клеопатра, правителька Єгипту.
- Октавія Молодша — громадський та політичний діяч, сестра Октавіана Августа.

## Померли
- Корнелія Цінна — аристократка, давньоримська матрона, дружина диктатора Гая Юлія Цезаря.
- Юлія Цезаріс — римська матрона з роду Юліїв Цезарів, дружина Гая Марія.